# Modelarstwo plastikowe

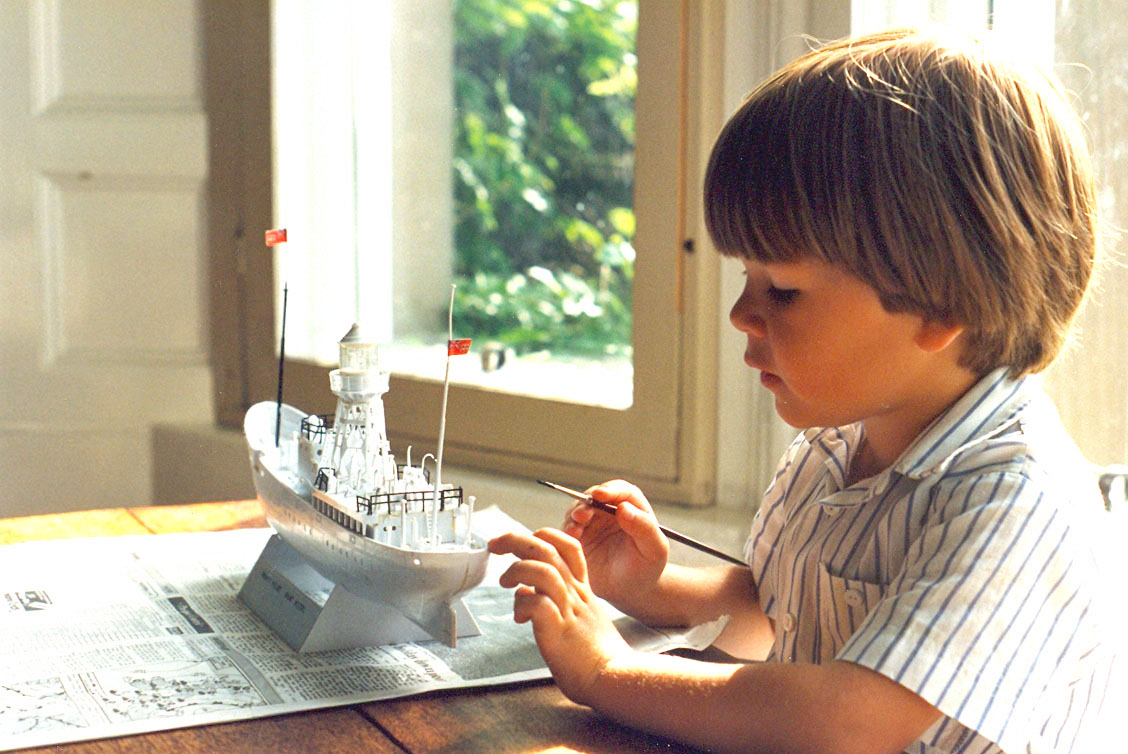
Sklejony model w trakcie malowania przez 4-letniego chłopca

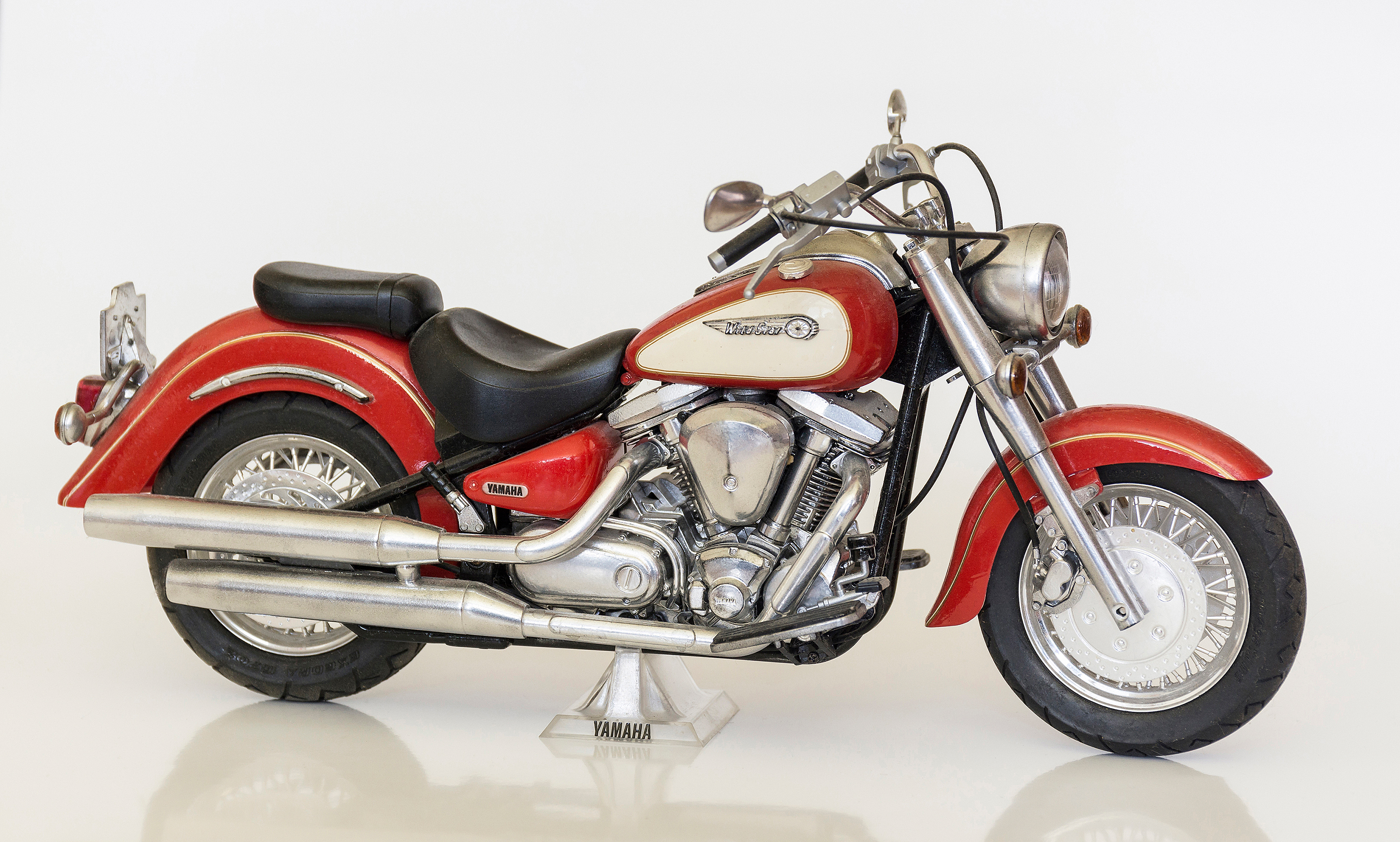
Plastikowy model motocykla Yamaha XV1600

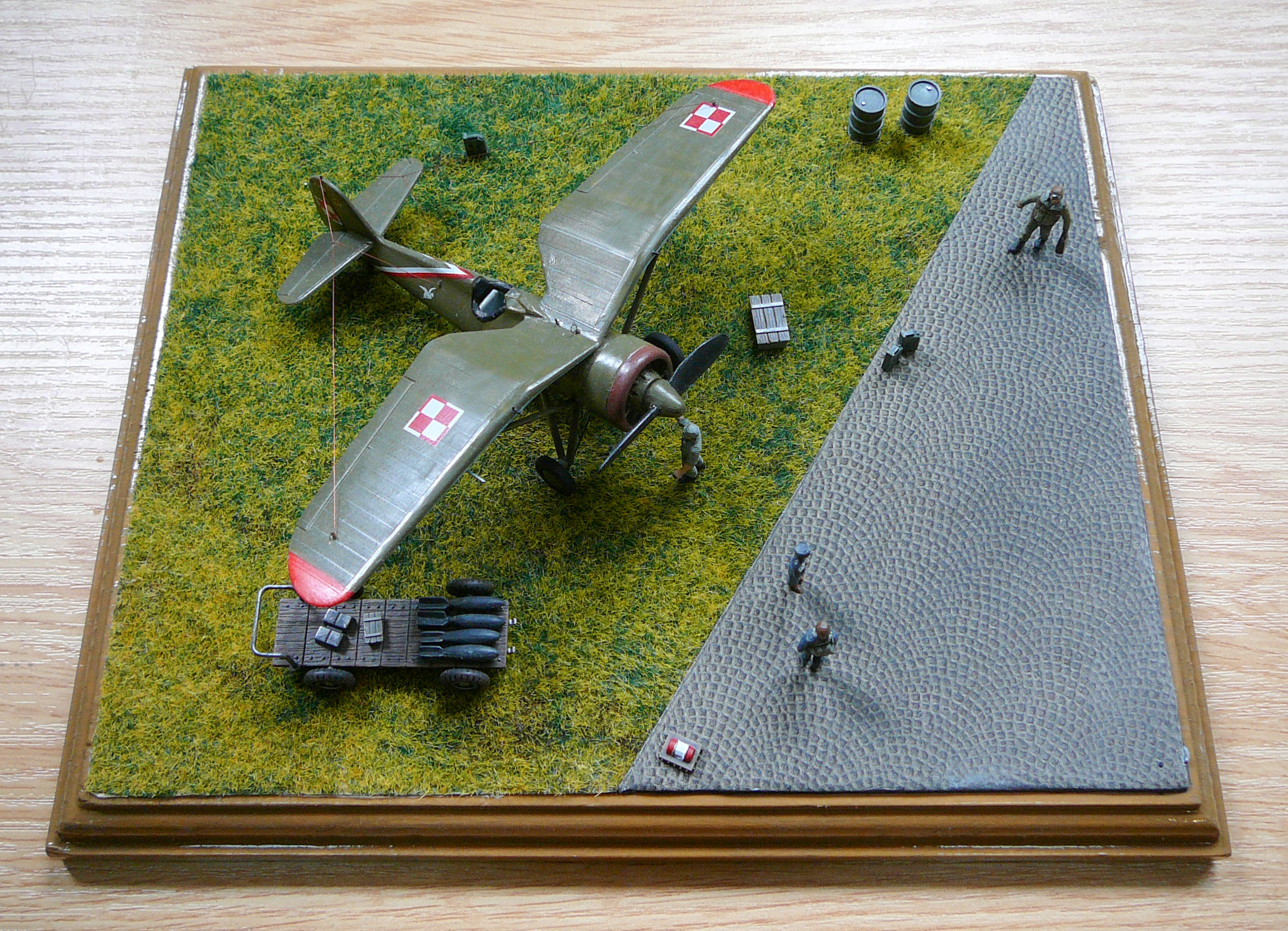
Diorama PZL P-11c

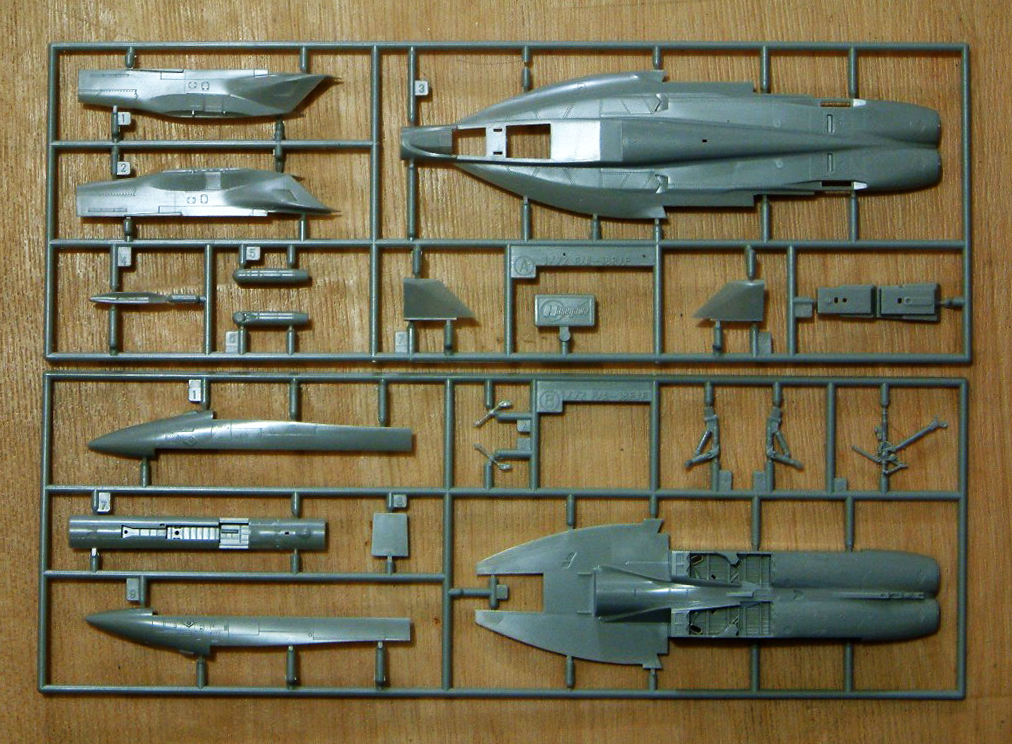
Wypraska z elementami modelu

Modelarstwo plastikowe – popularny rodzaj modelarstwa redukcyjnego, gdzie głównym materiałem służącym do budowy modeli jest tworzywo sztuczne (np. polichlorek winylu lub polistyren).

## Popularne metody
- metoda wtrysku wysokociśnieniowego, charakteryzująca się dobrym odwzorowaniem szczegółów i dobrą jakością wyprasek
- metoda wtrysku niskociśnieniowego, tzw. short run,
- metoda odlewu z żywicy[1],
- formowanie próżniowe, zwane vacuformą[2].

Podstawą modelarstwa plastikowego jest składanie danego modelu z wielu części (od parunastu do paruset) wykorzystując specjalne kleje oraz często używając szpachli modelarskiej, służącej do wyrównywania sklejonych powierzchni. Jednak decydującym elementem jest malowanie. Modele plastikowe maluje się głównie farbami akrylowymi lub olejnymi, za pomocą pędzla lub aerografu. W celu uzyskania bardziej rzeczywistego efektu modelarze stosują techniki, którymi imituje się zacieki i zabrudzenia lub podkreśla się szczegóły powierzchni. Przykładowymi tego typu technikami jest wash oraz rain marks.
Doświadczeni modelarze uzupełniają swe miniatury o tzw. „blachy”, czyli blaszki fototrawione zawierające dodatkowe elementy (np. w modelach samolotów dodatkowe wyposażenie kabiny pilota itp.) wykonane z blachy mosiężnej lub miedzianej o grubości ok. 0,5–1 mm oraz „żywice”, czyli elementy waloryzujące wykonane samodzielnie lub fabrycznie z żywicy (zazwyczaj epoksydowej).
Najważniejszym celem modelarzy jest wierne odwzorowanie rzeczywistości na podstawie wnikliwych obserwacji, wykorzystując różnego rodzaju narzędzia, chemię modelarską oraz techniki.
Najczęściej wybieranymi modelami są repliki samolotów z okresu II wojny światowej w skali 1:72 lub 1:48. Istnieją inne rodzaje modeli jak:
- modele pojazdów wojskowych (czołgi, wozy pancerne) oraz cywilnych (w skali 1:72, 1:48, 1:35 i innych)
- modele okrętów i statków pasażerskich (najczęstsze skale: 1:800, 1:1200, 1:700 i 1:400)- Japońskie firmy preferują skale 1:350 i 1:700 i stają się one coraz bardziej powszechne.
- figurki, czyli przedstawienie, najczęściej żołnierzy, fikcyjnych, jak i historycznych służących nierzadko do gier bitewnych (np. Warhammer czy Mein Panzer, w skali 1:72 figurki firmy Games-Workshop do gier bitewnych Warhammer i Warhammer 40000 mają nieproporcjonalną skalę – tzw. 28 mm „heroic”)
- modele pojazdów kosmicznych i samolotów (również pasażerskich, w skalach od ok. 1:350 do 1:16)
- modele pojazdów cywilnych, czyli samochodów osobowych, ciężarówek i motocykli (w skalach 1:24 i 1:25)
- popularne są dioramy, czyli makiety przedstawiające fikcyjne lub udokumentowane sytuacje.

Najbardziej znani producenci modeli plastikowych to: nieistniejące już, ale zasłużone Matchbox (obecnie formy należą do Revella i Frog).
Aktywni producenci Tamiya, Italeri, Revell, Academy, Heller, Dragon, Eduard, Hasegawa, Fujimi, Aoshima, Trumpeter, Airfix.